# Maria Józefa od św. Zofii del Río Messa
María Josefa del Río Messa de Santa Sofia (ur. 30 kwietnia 1895 w Tarragonie, zm. 23 września 1936) – hiszpańska karmelitanka miłosierdzia, męczennica i błogosławiona Kościoła katolickiego.

## Życiorys
Po śmierci matki jej ojciec ożenił się ponownie z Zofią Ximénez Ximénez. 23 maja 1917 roku wstąpiła do instytutu Sióstr Karmelitanek Miłosierdzia i rozpoczęła nowicjat. Zginęła w czasie wojny domowej w Hiszpanii. Została beatyfikowana przez Jana Pawła II 11 marca 2001 roku w grupie 233 męczenników.